# ザイン・アイズ・ブリード
ザイン・アイズ・ブリード（Thine Eyes Bleed）は、カナダのオンタリオ州ロンドン出身のメロディックデスメタル・バンド。

## 略歴
ザイン・アイズ・ブリードは、2004年にアメリカ・ツアーに乗り出した。そして、2005年にファースト・アルバム『イン・ザ・ウェイク・オブ・セパレーション』をリリースした。
ジョニー・アラヤの兄弟トム・アラヤは、スラッシュメタル・バンド、スレイヤーのベーシスト兼ボーカリストである。この2つのバンドは、2006年の「The Unholy Alliance Tour」でフィーチャーされ、ラム・オブ・ゴッド、マストドン、チルドレン・オブ・ボドムと競演。2007年のカナダ・ツアーにも参加した。
2008年4月、ザイン・アイズ・ブリードは、次のアルバム『Thine Eyes Bleed』をリリースした。
ジャスティン・ウルフは後にシェフとなり、兄のグレッグと共に自分のレストランをオープンした。

## 最近の出来事
彼らは、2006年の夏に北米で、秋にはヨーロッパで、スレイヤーの「The Unholy Alliance Tour」でオープニング・アクトを務めた。
ザイン・アイズ・ブリードは、モーガン・ランダーとメルセデス・ランダーの両親によってマネージメントされていた。彼らの父親であるデイヴ・ランダーは、2008年8月2日に心臓発作で亡くなった。

## メンバー

### 最新メンバー
- ジャスティン・ウルフ (Justin Wolfe) – リード・ボーカル (2002年– )
- ジェフ・フィリップス (Jeff Phillips) – ギター、バック・ボーカル (2002年– )
- ダリル・スティーヴンス (Darryl Stephens) – ドラム (2002年– )
- ジョニー・アラヤ (Johnny Araya) – ベース (2004年– )
- ナイジェル・カーリー (Nigel Curley) – ギター (2010年– )

### 旧メンバー
- ルーク・ハズバンド (Luke Husband) – ベース (2002年–2004年)
- デヴィッド・ニューウェル (David Newell) – ギター (2002年–2004年)
- デレク・ウォード (Derek Ward) – ギター (2004年–2006年)
- ライアン・チューン (Ryan Tunne) – ギター (2006年)
- ジェームズ・リード (James Reid) – ギター (2006年–2010年)

## ディスコグラフィ

### スタジオ・アルバム
- 『イン・ザ・ウェイク・オブ・セパレーション』 - In the Wake of Separation (2005年)
- Thine Eyes Bleed (2008年)
- The Embers Rise (2011年)